# Johann Friedrich Weidler

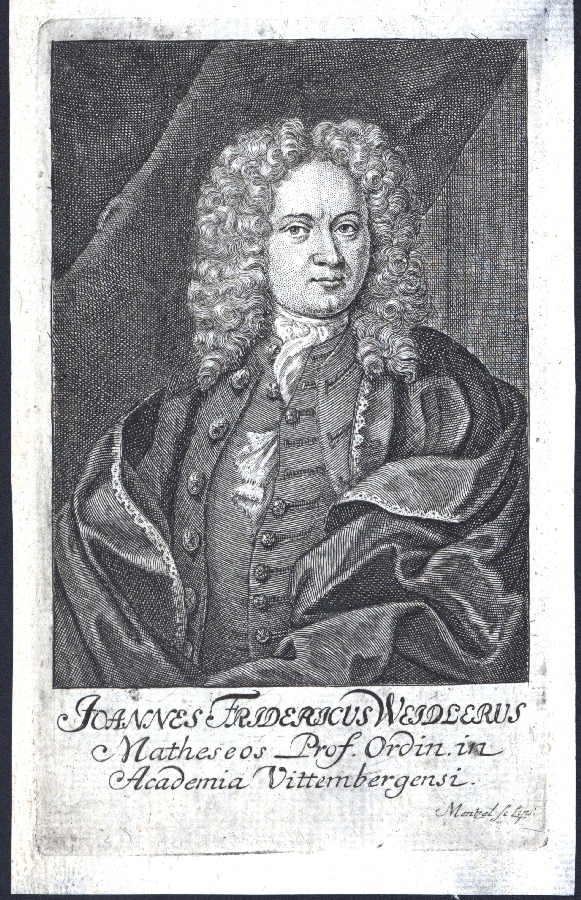
Johann Friedrich Weidler

Johann Friedrich Weidler (* 23. April 1691 in Großneuhausen; † 30. Dezember 1755 in Wittenberg) war ein deutscher Mathematiker und Rechtswissenschaftler.

## Leben
Mit fünfzehn Jahren bezog Weidler die Universität Jena, immatrikulierte sich am 10. Juni 1712 an der Universität Wittenberg, erlangte am 30. April 1712 den akademischen Grad eines Magisters und wurde am 19. April 1715 Adjunkt an der philosophischen Fakultät der Wittenberger Akademie. Nachdem man ihm 1715 die Professur der niederen Mathematik übertragen hatte, übernahm er 1719 den Lehrstuhl der höheren Mathematik.
1726 und 1727 unterbrach er seine Lehrtätigkeit, um eine Reise nach Holland, England, Frankreich und in die Schweiz zu unternehmen. In Basel wurde er 1727 in Basel zum Doktor der der Rechtswissenschaften promoviert. Er kehrte nach Wittenberg zurück und übernahm eine außerordentliche Professur an der juristischen Fakultät. Dennoch galt seiner akademischen Tätigkeit der mathematischen Disziplin. Da er fürchtete, sich in beiden Disziplinen aufzureiben, widmete er dann seine ganze Kraft den Naturwissenschaften.
Von den Kompendien, die er als Grundlage seiner Vorlesungen verfasste, fanden die „Institutiones mathematicae“, die auch die Astronomie mit einbezogen, so große Beachtung, dass sie fünfmal zu Weidlers Lebenszeiten aufgelegt wurden und noch weitere Auflagen nach seinem Tod hatten. Mit den „Institutiones subterraneae“ schuf Weidler das erste wissenschaftliche Kompendium der bergmännischen Markscheidekunst.
Sein größtes Werk war aber die Geschichte seines Lieblingsfachs, der Astronomie, das eine Fülle biographischer und bibliographischer Daten enthält und als sehr zuverlässig gilt. Zudem verfasste er eine Beschreibung der Merkurdurchgänge durch die Sonne von 1736 und 1747 und eine Berechnung der Länge und Breite der Stadt Wittenberg, über welcher Arbeit ihn der Tod ereilte.
Nachdem er mehrfach das Dekanat der Wittenberger philosophischen Fakultät geführt hatte, übernahm er im Sommersemester 1724 und 1744 das Rektorat der Wittenberger Hochschule. Seit 1730 war er auswärtiges Mitglied der Königlich Preußischen Sozietät der Wissenschaften.

## Werkauswahl
- Diss. De scepsi physica. (Resp. Rudolph Paul Pfeiffer) Creusig, Wittenberg 1712. (Digitalisat)
- Habacuci Prophetae De Messia Testimonium Capitis III, v. XIII. A R. Isaaci Abarbanelis Glossemate Liberatum. (Resp. BEnkamin Hoener) Schroeder, Wittenberg 1712. (Digitalisat)
- De Distantiis Locorvm In Geographia Accvrate Cognoscendis. (Resp. Johann Christoph Greibzieg) Creusig, Wittenberg 1713. (Digitalisat)
- Schediasma in quo Apollonio Pergaeo doctrinae curvarum promotae gloriam vindicat. Wittenberg 1715. (Digitalisat)
- Institutiones mathematicae decem et sex purae mixtaeque matheseos disciplinas complexae. Hannau, Wittenberg 1718. (Digitalisat)
- Historia astronomiae, sive: De ortu et progressu astronomiae liber singularis. Schwartz, Wittenberg 1741. (Digitalisat)
- Bibliographia Astronomica; temporis quo libri vel compositi vel editi sunt, ordine servato: ad supplendam et illustrandam astronomiae Historiam digesta. Schwartz, Wittenberg 1755. (Digitalisat)
- Institutiones geometriae subterraneae. Gerdes, Wittenberg 1726. (Digitalisat)